# Tiger Mask W
Tiger Mask W (タイガーマスク, Taigā Masuku Daburu) é um anime da franquia Tiger Mask, que estreou no dia 2 de outubro de 2016, com 38 episódios. Ele mistura elementos em 2D e em 3D, feitos em animação CGI.
É a sequência do anime original Tiger Mask, enquanto Tiger Mask II é considerado apenas um universo paralelo.

## Enredo
Mais de quarenta anos depois que Naoto Date partiu para sempre no Japão, o Global Wrestling Monopoly (GWM) desafiou a equipe Zipangu Pro-Wrestling e destruiu-a sozinha com seu gerente Daisuke Fuji, que foi brutalmente derrotado pelo principal lutador do GWM, Yellow Devil. O incidente levou dois jovens membros, Naoto Azuma, o principal protagonista da série, e seu amigo Takuma Fuji, filho de Daisuke, a se vingar do GWM e os dois se separaram. Enquanto Naoto treinava com Kentaro Takaoka, ex-aliado de Naoto Date, Takuma treinou com o Tiger's Den, sob a liderança de Mister X, depois de ser recrutado pelo Yellow Devil sob o pretexto de lhe dar a chance de vingança.
Três anos depois, Naoto assumiu a identidade de Tiger Mask e assinou com a NJPW (New Japan Pro-Wrestling), enquanto Takuma assumiu a identidade de Tiger the Dark sob o Tiger's Den, com nenhum deles ciente da identidade do outro, mas compartilhando o mesmo objetivo. O GWM, sob a liderança da Miss X, vê o novo Tiger Mask como uma ameaça que deve ser eliminada para garantir seu controle sobre o mundo da luta livre e envia seus lutadores em vários esquemas para destruí-lo. Tiger Mask treina com a ajuda de seu atual treinador e com a ajuda de vários lutadores profissionais para se tornar um lutador mais forte com o objetivo final de combater e derrotar o Yellow Devil.
Ele e Takuma têm sua primeira chance no Masked Tournament, no novo Max Dome da Miss X, seu primeiro passo para conquistar o Japão e hospedar ninguém menos que o Yellow Devil como um dos participantes. Tiger Mask, com o conselho de um lutador indiano Mister Question, e um oponente no torneio, decide desenvolver sua própria técnica de assinatura e treina com seus colegas de trabalho no NJPW para desenvolver sua técnica. Ele finalmente luta e derrota Takuma usando uma versão imperfeita do movimento, e consegue enfrentar e derrotar Yellow Devil, mas para sua surpresa, encontra outro homem que assumiu sua identidade, deixando a missão de Naoto e Takuma inconclusiva, mas com a revelação a Takuma de que Tiger Mask também está cuidando do Yellow Devil. Takuma é finalmente rebaixado para se submeter ao Tiger's Execution, o que o tornaria um saco de pancadas vivo, mas decide fazer do Hell in the Hole uma luta ilegal com várias apostas com uma chance especial que pode restaurá-lo como um lutador principal, mas sob risco. de perder a vida se ele falhar.
O Hell in the Hole começa com seus participantes sendo derrotados por Tiger Mask, incluindo Odin, Billy the Kidman, Black Python, Death Red Mask, além de Ricardo, Cox, Phantom, Takuma e Kevin, amigo de Takuma, a luta é um Battle Royale sem regras, os lutadores recebem armas depois de derrotar os concorrentes e as alianças também são possíveis. Takuma e Kevin se unem e, eventualmente, prevalecem sobre Odin, Billy the Kidman e Red Death Mask, enquanto o resto foi eliminado. Takuma e Kevin são forçados a lutar contra um "porteiro" para escapar, mas o lutador é considerado um robô poderoso. Odin recupera a consciência e ajuda a dupla usando uma arma de chama de fogo no rosto do robô, o que faz com que ela funcione mal e agride os espectadores próximos. O lutador mais forte do Tiger's Den, The Third, enfrenta e derrota facilmente o robô com um piledriver. Takuma, Kevin e Odin, assim, vencem o Hell in the Hole, mas Odin sai do GWM.
O GWM então prepara seu próximo grande torneio, o Wrestle Max War Game, que colocará lutadores de todo o mundo pelo direito de desafiar The Third, que é o Campeão Mundial de Pesos Pesados pelo cinturão e pelo título e um Prêmio de Um Milhão de Dólares. The Third também participará do evento. Naoto decide entrar no torneio para se tornar campeão, pois permitirá que ele selecione seus oponentes e, como tal, seja capaz de forçar o verdadeiro Yellow Devil a se esconder. Pensando que a batalha pode não acontecer, Naoto decide solicitar que Fukuwara Mask faça parceria com ele para aumentar suas chances de ganhar.
O dia do War Game começa e as regras são explicadas, os lutadores lutarão em um anel em forma de pirâmide com cinco estágios e no nível do solo, eles serão divididos em quatro blocos interconectados e, quando o anel tocar, eles serão capazes para mover entre blocos. Uma vez que um lutador derrote um oponente, ele poderá passar para o próximo estágio, onde lutará com seu próximo oponente, e repetir o processo até que os dois primeiros lutadores estejam no estágio superior do ringue, momento em que a batalha será iniciada. sobre. Após um intervalo, os dois combatentes lutarão e o vencedor ganhará o direito de desafiar The Third. O campeão, sendo um dos participantes, declara que quem o derrotar pode assumir o cinturão. Surpreendentemente, um homem que leva o nome de Yellow Devil também participa, fazendo Naoto e Takuma persegui-lo.
As lutas se enfurecem e Takuma encontra e derrota facilmente Yellow Devil, desmascarando-o como um impostor. The Third enfrenta Ryu Wakamatsu (em sua personagem Dragon Young), Fukuwara Mask e Tetsuya Naito, fazendo dele o primeiro lutador a chegar ao topo. Tiger Mask e Tiger the Dark se enfrentam mais uma vez com a luta sendo travada. Tiger Mask usa seu movimento Tiger Drive, mas Takuma é capaz de combatê-lo no último momento. Antes que Naoto e Takuma possam retomar sua luta, Kevin interfere e embosca Naoto, permitindo que Takuma o derrote, assim Tiger the Dark é capaz de desafiar The Third para o campeonato. Um recesso acontece antes da luta, mas Takuma é revelado estar muito machucado como resultado do golpe de Naoto no joelho.
Antes de sua partida, Takuma é alertado de que The Third é potencialmente o verdadeiro Yellow Devil, a fim de confirmar que ele supera sua máscara com The Third, que ele aceita. A partida começa e Takuma aparentemente ganha a vantagem. The Third, em seguida, confirma as suspeitas de Takuma de que ele é realmente o Yellow Devil usando suas antigas técnicas de assinatura. Takuma é capaz de combater seu Devil's Crush e quase derrota The Third. No entanto, as lesões causadas por Naoto cobram seu preço e The Third usa seu verdadeiro golpe final, Sacrifice, ferindo muito Takuma e causando sua derrota. The Third então desmascara Takuma, revelando sua identidade a Naoto, que corre para o lado de seu amigo, revelando sua própria identidade, assim como ele é transportado para o hospital.
Um grupo misterioso de lutadores que se autodenominam Miracles (Miracles 1, 2 e 3) aparece e sabota várias partidas do NJPW cometendo faltas, prometendo continuar se "multiplicando". Depois que Tiger Mask luta com um dos lutadores mais fortes de GWM, King Tiger, derrotando-o em uma luta mortal, Miss X concorda em deixar Tiger Mask desafiar The Third, vinculado por um contrato que o obriga a trair o NJPW e a se alinhar com os Miracles. À medida que as batalhas se intensificam, Tiger Mask fica desesperado para que sua partida com The Third afunda, então comete faltas junto com os Miracles nas partidas, o que corrói sua reputação.
Durante um encontro final entre os Miracles e o NJPW em uma partida de 5 contra 5, Tiger Mask é cruelmente usado como uma ferramenta para garantir uma vitória contra Okada, o lutador mais forte do NJPW. Antes que o NJPW consiga vencer os Miracles, The Third e Miss X interrompem a partida. Tiger Mask tenta atacar The Third, mas é facilmente combatido. Miss X anuncia o Final Wars, o confronto final entre o NJPW e o GWM, onde o vencedor pega todos os cinturões dos perdedores, efetivamente fazendo com que tudo se pareça. Nagata relutantemente aceita o desafio. Enquanto isso, Tiger Mask está lutando, pois suas ações recentes acabaram com sua confiança no NJPW, deixando-o sozinho e ainda vinculado ao GWM por contrato, apesar de seu ataque ao The Third. Como resultado, ele é forçado pela Miss X a lutar com Miracle 4 em outra partida. Miracle 4 revela-se Universal Mask, um especialista em combate aéreo, enquanto os dois lutam em um ringue especial elevado do nível do chão e com canos, dando à Universal Mask uma vantagem unilateral, que deve punir Tiger Mask por sua traição. Tiger Mask finalmente o derrota graças ao conselho de Fukuwara Mask, mas tem dificuldades em desenvolver um novo golpe mortal.
Tiger Mask decide ir a Kyoto para se inspirar em um golpe mortal do Arashi Dojo, assim como Naoto Date em um ponto. No entanto, ele encontra dois Dojos, sendo um falso. Tiger Mask ajuda a desvendar o impostor e recebe conselhos úteis do verdadeiro mestre, mas ainda não é conhecimento suficiente. As Final Wars começam entre o NJPW e o GWM. Durante a primeira luta, o NJPW ganha uma vantagem, mas o Miracle 3 interfere, fazendo com que Tiger Mask intercepte o combo de falta dos Miracles. Imediatamente após o contrato com o GWM, Tiger Mask é forçado a lutar na luta final contra o Miracle 3, que é o técnico do GWM O'Connor em uma partida de lenhador, onde qualquer lutador fora do ringue deve ser devolvido por segundos. No entanto, a partida se torna violenta rapidamente, quando Miracle 3 empurra Tiger continuamente para fora do ringue, para ser punido sem piedade pelos segundos de GWM, efetivamente fazendo uma luta de 4 contra 1. Tendo recuperado sua confiança, o NJPW interfere em nome de Tiger Mask, permitindo-lhe derrotar Miracle 3 e reformar sua aliança.
Depois de perder duas lutas contra o NJPW, o Tiger's Den envia seus reforços mais fortes, Big Tiger the Second (ou The Second) e Tiger the Black, dois lutadores que fazem parte dos Tiger's Den Four Heavenly Kings ou (também chamados de Four Tigers, juntamente com King Tiger derrotado anteriormente), cuja força é superada apenas por The Third. É esperada uma luta de The Second e Tiger the Black contra Tiger Mask e Nagata. No entanto, o par de NJPW é profundamente derrotado e Nagata é ferido por The Second. Takuma pede a Naoto que lhe permita usar seu treinamento para acelerar sua recuperação e Takaoka concorda.
As Final Wars começam com cinco partidas diferentes. O primeiro termina em um empate entre Tiger the Black e Makabe, já que ambos são contados fora do ringue. A segunda partida é dupla, com Tiger the Black e The Third vs Makabe e Okada. Makabe é capaz de deixar Tiger the Black inconsciente, mas é incapacitado pelo Devil Crush do The Third, ganhando uma vitória ao GWM. Na rodada seguinte, um triplo match tag, The Second, Miracle 1 e 2 enfrentam Tanahashi, Tiger Mask e Tiger the Dark, que se juntam ao NJPW. Durante a luta, Miracle 2 se desmascara como Kevin e luta contra Takuma até que ele fique inconsciente com o novo golpe matador de Tiger Mask, Tiger Fang, no entanto, The Second derrota Tanahashi com seu golpe de espeto, concedendo ao GWM uma segunda vitória. A rodada seguinte é uma combinação de tag dupla de Tiger Mask e Tiger the Dark vs The Third e The Second. Durante a luta, The Third desmascara Naoto rasgando sua máscara. Tiger the Dark, com força renovada com o incentivo de seu pai, ataca The Third e The Second com seu novo golpe assassino, Crossbow, ferindo os dois e permitindo que Naoto derrote The Second, ganhando uma vitória no NJPW. Na quinta partida, Miracle 1 enfrenta Okada, campeão do NJPW, mas Miracle 1 cega Okada cuspindo uma substância em seu rosto.
Okada derrota Miracle 1, mas seu braço está machucado, então Naoto luta com uma nova máscara com o nome de Tiger Mask W para enfrentar The Third. Os dois lutam com Naoto combinando seus próprios movimentos ao longo dos de Takuma. Embora eficazes, The Third fere gravemente Naoto com uma cadeia de Devil's Tornadoes. Tentando derrotá-lo com o Devil's Crush, o movimento falha e Naoto rebate e fere The Third. Os dois se enfrentam pela última vez, mas o braço de The Third começa a doer, fazendo com que ele seja incapaz de combater o Tiger Fang de Naoto. The Third é derrotado instantaneamente, o que causa a destruição do Tiger's Den. Naoto e Takuma se separam da decisão de lutar no exterior usando novas máscaras feitas de uma combinação de suas máscaras anteriores e se autodenominam Tiger Mask W. Eles prometeram se encontrar novamente no ringue como um time de tag ou como oponentes.
Após a partida de Naoto e Takuma, a Miss X agora funda e lidera sua própria organização, Girls Wrestling Movement, recruta Haruna para servir como seu principal lutador sob seu alter ego de Spring Tiger (mais tarde Springer), junto com suas amigas Milk e Mint. Embora Haruna inicialmente relute em seguir uma carreira de wrestling devido à desaprovação de sua família, depois de um mês depois lutando e derrotando a lutadora feminina mais forte do Japão, Mother Devil, junto com o incentivo da Miss X, ela cria a coragem necessária para dizer a eles.

## Difusão
- Diretor: Toshiaki Komura
- Roteiro: Katsuhiko Chiba
- Música: Yasuharu Takanashi e -yaiba-
- Design de Personagens: Hisashi Kagawa
- Design de arte: Yoshito Watanabe
- Diretor de animação de ação: Junichi Hayama

O tema de abertura é "Ike! Tiger Mask"(行け!タイガーマスク; Go! Tiger Mask) de Shonan no Kaze e o tema final é "KING OF THE WILD" também de Shonan no Kaze. O tema de abertura é uma nova versão da abertura no Tiger Mask original, que foi originalmente realizada por Hideyo Morimoto. O programa é transmitido na TV Asahi no horário de 26:45 (2:45) da TV Asahi no sábado (tecnicamente domingo de manhã).
As instalações de treinamento Naoto Date, usadas no Monte Fuji, e seu sonho de criar um refúgio seguro para crianças aqui, mas não se tornaram realidade, são originais do mangá Tiger Mask e omitidas na primeira versão do anime.[carece de fontes?]

## Promoção
Em conjunto com a estréia do show, o NJPW estreou uma versão live-action de Tiger Mask W, interpretada por Kota Ibushi, em 10 de outubro de 2016, no evento King of Pro-Wrestling. Desde então, Red Death Mask (interpretado por Juice Robinson) e Tiger the Dark (interpretado por ACH) também estreou no NJPW.